# محمد شاه آباد (مقاطعة دلفان)
محمدشاه‌آباد (بالفارسية: محمدشاه‌آباد) هي قرية تقع في قسم ميربغ الشمالي الريفي (مقاطعة دلفان) في إيران. يقدر عدد سكانها بـ 43 نسمة .